# Tim Jarvis
Tim Jarvis is een Australisch ontdekkingsreiziger en avonturier. Hij is het bekendst voor zijn expeditie naar de Zuidpool in 1999, samen met collega Peter Treseder. Deze reis was bekend onder de naam Operation Chillout Expedition. De expeditie zette Jarvis te boek als recordhouder van de snelste en langste (ongesteund van buitenaf) reis naar Antarctica ooit.
Tim Jarvis is ook de auteur van het boek 'The Unforgiving Minute', uitgebracht in 2004. In het boek vertelt hij over zijn expedities naar de Noord-en Zuidpool en over verschillende Australische woestijnen.